# Creatonotos interrupta
Creatonotos interrupta är en fjärilsart som beskrevs av Carl von Linné 1767. Creatonotos interrupta ingår i släktet Creatonotos och familjen björnspinnare. Inga underarter finns listade i Catalogue of Life.